# Georgia Guidestones
Die Georgia Guidestones (dt. etwa „Weisungstafeln von Georgia“, auch bekannt als Steine von Georgia oder Marksteine von Georgia) waren ein 1980 errichtetes Monument aus Granit.
Es befand sich etwa vierzehn Kilometer nördlich des Zentrums der Stadt Elberton im Elbert County im US-Bundesstaat Georgia. Wegen seines Aussehens wurde es manchmal als das „amerikanische Stonehenge“ bezeichnet. Eine Inschrift mit zehn Richtlinien war in die massiven Steinblöcke in acht modernen Sprachen von Englisch bis Swahili eingeschlagen. Auf der Oberseite befanden sich die Richtlinien in gekürzter Form in den vier altertümlichen Sprachen Babylonisch, Altgriechisch, Sanskrit sowie ägyptischen Hieroglyphen.
Es war samt im Boden eingebetteter Basisplatte fast sechs Meter hoch, bestand aus sechs Granitplatten und wog etwa hundert Tonnen. Im Zentrum des Monuments befand sich eine Platte, um die sich vier weitere Platten sternförmig gruppierten. Auf diesen fünf Platten lag ein Deckstein. Des Weiteren befindet sich in unmittelbarer Nähe eine in den Boden eingelassene Steinplatte, die Informationen über die Geschichte und den Zweck der Guidestones enthält.
Am 6. Juli 2022 wurde eine der Granitplatten durch einen Sprengstoffanschlag zerstört, der Deckstein beschädigt und das Monument insgesamt schwer beschädigt. Auf Veranlassung des Georgia Bureau of Investigation wurden die verbleibenden Granitplatten aus Sicherheitsgründen abgebaut.

## Geschichte
Im Juni 1979 erklärte ein Besucher der Elberton Granite Finishing Company, der sich als „Robert C. Christian“ vorstellte, im Auftrag „einer kleinen Gruppe loyaler Amerikaner“ zu handeln, die ein besonders großes und aufwendiges Denkmal plane.
Er erklärte dem Eigentümer des Unternehmens und späteren Baumeister Joe Fendley, es solle als Kompass, Kalender und Uhr genutzt werden und Katastrophen überstehen können. Er machte dabei metrische Angaben zur Größe und zum Umfang des Monuments. Dabei waren zur Errichtung des Monuments erheblich größere Granitblöcke erforderlich, als sie bisher im Elbert County abgebaut, geschnitten oder fertiggestellt worden waren. Fendley konnte nur eine grobe Kostenschätzung machen, da zusätzliche Werkzeuge und Berater notwendig waren, und schätzte die Bauzeit auf etwa sechs Monate.
Zur Finanzierung wandte sich Christian an den Präsidenten der lokalen Granite City Bank, Wyatt Martin. Martin war durch eine Verschwiegenheitserklärung als einzigem Mittelsmann die Identität von Christian bekannt, da er dessen Kreditwürdigkeit prüfen musste. Christian erzählte ihm, dass eine Gruppe, die anonym bleiben wolle, seit mehr als 20 Jahren ein ungewöhnlich großes und aufwändiges Steinmonument plane.
Christian übergab Fendley ein hölzernes Modell des Monuments sowie zehn Seiten mit detaillierten Angaben zum Monument, die unter anderem Statik, Fundament und astronomische Bezüge betrafen. Dabei ähneln die Angaben denen des inneren Teils von Stonehenge.
Martin erteilte Fendley die Freigabe zum Bau, nachdem ein Guthaben bei seiner Bank eingegangen war. Das fünf ac (2 ha) große Grundstück, auf dem die Guidestones standen, kaufte Christian am 1. Oktober 1979 für 5000 US-Dollar vom Farmbesitzer Wayne Mullenix, der das lebenslange Recht für das Grasen seiner Rinder auf dem Grundstück behielt. Nach dem Grundstückskauf hatte Martin nur noch Briefkontakt mit Christian. Später wurde das Grundstück dem Elbert County überschrieben.
Der Enthüllung der Guidestones, die am 22. März 1980 und somit nahe dem Zeitpunkt des Frühlingsäquinoktiums stattfand, wohnten zwischen 100 und 400 Personen bei.

## Inschriften
Zehn „Gebote“, Leitsätze oder Richtlinien wurden in den Georgia Guidestones in acht verschiedenen Sprachen mittels Sandstrahlen eingraviert, eine Sprache auf jeder Seite der vier aufrecht stehenden Steine. Von Norden im Uhrzeigersinn beginnend waren dies Englisch, Spanisch, Swahili, Hindi, Hebräisch, Arabisch, klassisches Chinesisch und Russisch. Nachfolgend wird die englische Inschrift (grau unterlegt) wiedergegeben und die deutsche Übersetzung gegenübergestellt.
| 1  | MAINTAIN HUMANITY UNDER 500,000,000 IN PERPETUAL BALANCE WITH NATURE         | Halte die Menschheit unter 500.000.000 in fortwährendem Gleichgewicht mit der Natur                                                |
| 2  | GUIDE REPRODUCTION WISELY — IMPROVING FITNESS AND DIVERSITY                  | Lenke die Fortpflanzung weise — um Tauglichkeit und Vielfalt zu verbessern                                                         |
| 3  | UNITE HUMANITY WITH A LIVING NEW LANGUAGE                                    | Vereine die Menschheit mit einer neuen, lebenden Sprache                                                                           |
| 4  | RULE PASSION — FAITH — TRADITION AND ALL THINGS WITH TEMPERED REASON         | Beherrsche Leidenschaft — Glauben — Tradition und alles Sonstige mit gemäßigter Vernunft                                           |
| 5  | PROTECT PEOPLE AND NATIONS WITH FAIR LAWS AND JUST COURTS                    | Schütze die Menschen und Nationen durch gerechte Gesetze und gerechte Gerichte                                                     |
| 6  | LET ALL NATIONS RULE INTERNALLY RESOLVING EXTERNAL DISPUTES IN A WORLD COURT | Lass alle Nationen ihre eigenen Angelegenheiten selbst/intern regeln und internationale Streitfälle vor einem Weltgericht beilegen |
| 7  | AVOID PETTY LAWS AND USELESS OFFICIALS                                       | Vermeide belanglose Gesetze und unnütze Beamte                                                                                     |
| 8  | BALANCE PERSONAL RIGHTS WITH SOCIAL DUTIES                                   | Schaffe ein Gleichgewicht zwischen den persönlichen Rechten und den gesellschaftlichen/sozialen Pflichten                          |
| 9  | PRIZE TRUTH — BEAUTY — LOVE — SEEKING HARMONY WITH THE INFINITE              | Würdige Wahrheit — Schönheit — Liebe — im Streben nach Harmonie mit dem Unendlichen                                                |
| 10 | BE NOT A CANCER ON THE EARTH — LEAVE ROOM FOR NATURE — LEAVE ROOM FOR NATURE | Sei kein Krebsgeschwür für diese Erde — lass der Natur Raum — lass der Natur Raum                                                  |

Eine kürzere Botschaft stand auf den vier vertikalen Seiten des Decksteins, wiederum jeweils in einer anderen Sprache und entsprechender Schrift auf jeder Seite. Die erläuternde Tafel neben den Guidestones identifizierte diese Sprachen/Schriften als Babylonische Keilschrift (Nord), Altgriechisch (Ost), Sanskrit (Süd) und ägyptische Hieroglyphen (West) und forderte (was vermutlich die englische Übersetzung ist):
Let these be guidestones to an age of reason  (etwa: „Lass diese [Steine] Wegweiser-Steine in ein Zeitalter der Vernunft sein“)
Im Jahre 2014 wurde dem Denkmal ein Schlussstein mit der Inschrift „2014“ hinzugefügt; er befand sich an der Tafel mit englischer und spanischer Inschrift.

## Tafel mit Erläuterungen
Wenige Meter westlich des Monuments war eine weitere Granitplatte in den Boden eingelassen. Sie erläuterte die Struktur und die Sprachen, enthält Daten zu Größe, Gewicht und astronomischen Details der Steine sowie über das Errichtungsdatum und die Sponsoren des Projekts.
Die Tafel selbst war mit ihren Seiten auf die Haupthimmelsrichtungen ausgerichtet und so beschriftet, dass Norden die Leserichtung angab. In der Mitte jeder Seite befand sich dazu ein kleiner Kreis, mit je einem eingeschlossenen Buchstaben, der die entsprechende Himmelsrichtung in englischer Sprache angab (N, S, E, W). Die Beschriftung der Tafel war ungenau bei der Interpunktion. Es wurde die Fehlschreibung „PSEUDONYN“ für Pseudonym verwendet.
Ganz oben auf der Tafel steht:
| THE GEORGIA GUIDESTONES CENTER CLUSTER ERECTED MARCH 22, 1980 |

Darunter befand sich der Umriss eines Vierecks mit Text. An den Seiten des Vierecks waren die Namen von vier antiken Schriften bzw. Sprachen angeordnet, eine pro Seite. Diese waren nachfolgend im Uhrzeigersinn von der Spitze beginnend aufgelistet. Das Viereck sollte die Deckplatte der vier Steine darstellen. Darunter folgen in zwei Blöcken, einem links und einem rechts, weitere Erläuterungen
| LET THESE BE GUIDESTONES TO AN AGE OF REASON                         |
| BABYLONIAN CUNEIFORM CLASSICAL GREEK SANSKRIT EGYPTIAN HIEROGLYPHICS |

| ASTRONOMIC FEATURES: | |
| 1.                   | CHANNEL THROUGH STONE INDICATES CELESTIAL POLE. |
| 2.                   | HORIZONTAL SLOT INDICATES ANNUAL TRAVEL OF SUN. |
| 3.                   | SUNBEAM THROUGH CAPSTONE MARKS NOONTIME THROUGHOUT THE YEAR |
|                      | AUTHOR: R.C. CHRISTIAN (A PSEUDONYN) /sic/ SPONSORS: A SMALL GROUP OF AMERICANS WHO SEEK THE AGE OF REASON TIME CAPSULE: PLACED SIX FEET BELOW THIS SPOT ON TO BE OPENED ON |

| PHYSICAL DATA | |
| 1.            | OVERALL HEIGHT – 19 feet 3 inches (5.9 m) |
| 2.            | TOTAL WEIGHT – 237, 746 POUNDS |
| 3.            | FOUR MAJOR STONES ARE 16 feet (4.9 m), FOUR INCHES (102 mm) HIGH, EACH WEIGHING AN AVERAGE OF 42, 437 POUNDS.                                 |
| 4.            | CENTER STONE IS 16 feet (4.9 m), FOUR- INCHES HIGH; WEIGHS 20, 957 POUNDS.                                                                    |
| 5.            | CAPSTONE IS 9 feet (2.7 m), 8-INCHES LONG; 6 feet (1.8 m), 6-INCHES WIDE; 1-foot (0.30 m), 7-INCHES THICK. WEIGHS 24,832 POUNDS.              |
| 6.            | SUPPORT STONES (BASES) 7-FEET, 4 INCHES LONG 2 feet (0.61 m) WIDE. 1-foot (0.30 m), 4 INCHES THICK, EACH WEIGHING AN AVERAGE OF 4,875 POUNDS. |
| 7.            | SUPPORT STONE (BASE) 4-FEET, 2 1/2 INCHES LONG, 2 feet (0.61 m), 2-INCHES WIDE; 1-foot (0.30 m), 7-INCHES THICK. WEIGHT 2,707 POUNDS.         |
| 8.            | 951 cubic feet (26.9 m³) GRANITE. |
| 9.            | GRANITE QUARRIED FROM PYRAMID QUARRIES LOCATED 3 MILES WEST OF ELBERTON, GEORGIA.                                                             |

Es folgt eine weitere Überschrift und darunter der Grundriss der aufrechten Steine der Struktur, bestehend aus einem kleinen Viereck, umgeben von vier längeren Vierecken nach Nordwesten, Nordost, Südost und Südwest zeigend. In der Darstellung befinden sich die Namen von acht Sprachen mit je einer an den langen Seiten der Steine. Diese sind nachfolgend von der oberen Seite des nordöstlichen Quaders beginnend und im Uhrzeigersinn aufgelistet.
| GUIDESTONE LANGUAGES: ENGLISH SPANISH SWAHILI HINDI HEBREW ARABIC CHINESE RUSSIAN |

Am unteren Ende der Tafel befand sich der Hinweis
| ADDITIONAL INFORMATION AVAILABLE AT ELBERTON GRANITE MUSEUM & EXHIBIT COLLEGE AVENUE ELBERTON, GEORGIA |

## Ort
Die Georgia Guidestones befanden sich auf dem höchsten Punkt des Elbert County, Georgia.
Die Steine befanden sich in der Nähe des Highway 77 (Hartwell Highway) östlich von Georgia und waren von dieser Straße aus gut sichtbar. Kleine Straßenschilder am Highway zeigten die Abfahrt zu den Guidestones: „Guidestones Rd.“ Sie lagen etwa 90 Meilen (145 Kilometer) östlich von Atlanta, 45 Meilen (72 Kilometer) von Athens, Georgia und 9 Meilen (15 Kilometer) nördlich des Zentrums von Elberton.

## Rezeption
Die geläufigste Annahme ist, dass die Steine das grundlegende Konzept zum Neuaufbau einer zerrütteten Zivilisation darlegten. Der Autor Brad Meltzer befand, dass die Steine 1979 auf dem Höhepunkt des Kalten Krieges errichtet wurden und als Botschaft an die eventuellen Überlebenden eines Dritten Weltkrieges gedacht waren. Demnach könne die Forderung, die Erdpopulation unter 500 Millionen Menschen zu halten, von der Annahme herrühren, dass nach einem Atomkrieg die überlebende Population unterhalb dieser Größenordnung liegen würde.
Das Anliegen der Guidstones reflektiert das Bahaitum. Es ist eine weltweit verbreitete und universale Religion, die von Bahāʾullāh Mitte des 19. Jahrhunderts gegründet wurde. Bahāʾullāh ruft dazu auf, die Erde als „nur ein Land und alle Menschen [als] seine Bürger“ zu betrachten. Der tiefgreifende gesellschaftliche Wandel, den die Umsetzung dieses Prinzips der Einheit der Menschheit in ihrer Vielfalt erfordere, werde auf Grundlage der Lehren Bahāʾullāhs möglich.
Der Inhalt der Guidestones wird auch zu den Alternativen Zehn Geboten gezählt.
Yoko Ono huldigte den Inschriften als „einem ergreifenden Appell an das rationale Denken“ („a stirring call to rational thinking“).

## Verschwörungserzählungen und Zerstörung
Die Guidestones erlangten großes Interesse unter Verschwörungstheoretikern. Sie behaupten, die Steine seien von einem Geheimbund erbaut worden, der mit der „Neuen Weltordnung“ in Verbindung stehe. Wieso eine solche angebliche Gruppe ihre „geheimen Pläne“ jedoch auf einen Stein in Georgia meißeln sollte, bleibt selbst innerhalb dieser Theorien widersprüchlich.
Bei der Enthüllung des Monuments zeigte sich ein Lokalpolitiker überzeugt, es sei für „Sonnenanbeter“, kultische Riten oder zur „Teufelsanbetung“ erbaut worden. Andere behaupteten, die Steine seien im Auftrag von Rosenkreuzern errichtet worden.
In der Folge kam es mehrfach zu gegen das Denkmal gerichtetem Vandalismus, darunter zwei Sprühaktionen 2008 und 2014. Während der Gouverneurswahl in Georgia 2022 behauptete die republikanische Kandidatin Kandiss Taylor, dass die Guidestones ein Monument des Satanismus seien und machte ihre Zerstörung zum Teil ihres Programms.
 Am Morgen des 6. Juli 2022 wurde eine der Granitplatten von Unbekannten durch einen Sprengstoffanschlag zerstört, die restlichen Platten anschließend aus Sicherheitsgründen abgebaut.

## Dokumentarfilm und mögliche Identifizierung der Auftraggeber
In der Dokumentation Dark Clouds over Elberton aus dem Jahr 2015 (Regie: Christian J. Pinto) werden die zu dem Zeitpunkt noch lebenden Protagonisten sowie Verwandte und Freunde von bereits verstorbenen Beteiligten befragt. Darunter auch der Bankier Wyatt Martin, der zwar wie versprochen keine Namen nannte, jedoch erstmalig Dokumente zeigte, die zu weiteren Hinweisen führten. Ein Bild über die Anzahl der anwesenden Zuschauer kann man sich dort selber machen.
Die Dokumentation kommt zu dem Schluss, dass ein gewisser Herbert H. Kersten (1920–2005) der gesuchte R. C. Christian ist. Verbindungen zu dem Nobelpreisträger William Bradford Shockley (Mitentdecker des Transistorprinzips) und David Duke (ehemaliger Knights of the Ku Klux Klan Führer) werden gezogen.
Bauzeichnungen zeigen auf, dass das Monument aus vermutlich finanziellen Gründen nicht fertiggestellt wurde, ein umgebender Steinkreis nach Vorbild von Stonehenge fehlt. Auch befinde sich unter den Granitblöcken eine Zeitkapsel.
Der Grund für den Bau des Monuments läge demnach in der Angst vor einem Atomkrieg zu Zeiten des Kalten Krieges und der daraus folgenden weitestgehenden Auslöschung der Menschheit. Es solle der Gründung einer neuen Zivilisation dienen, die anhand der Gestirne (Uhrzeit und Positionen) und gegebenen Gebote (einheitliche Sprache, Achten der Natur) wachsen solle.
Die Verbindungen legen nahe, dass White-Supremacy-Anhänger die Gruppe bildeten, die das Monument finanzierten. Sowohl Kersten als auch Shockley waren Befürworter von Geburtenkontrollen und hielten Menschen mit dunkler Hautfarbe für minderintelligent. Somit müssten die ersten Gebote unter dem Aspekt der Eugenik betrachtet werden.

## Vermeintlicher Inhalt der „Time Capsule“
Nach Abbau der verbleibenden Granit-Stelen und des abdeckenden Steines wurde nach der bislang nur vermuteten „Time Capsule“ (Zeitkapsel – siehe oben) gesucht, diese jedoch nicht gefunden, was mit der sie betreffenden unvollständigen Inschrift über Daten des Vergrabens und zukünftigen Wiederöffnens übereinstimmt. Der angeblich vorgefundene Inhalt (ein von Burt Reynolds signiertes Playboy-Magazin von Oktober 1979, eine Achtspur-Tonkassette des Musicals „Saturday Night Fever“, eine Plakette der Marke Peterbilt und 1734 Quaalude-Tabletten) stellten sich als Falschmeldung heraus.